# Natasha Bedingfield-diszkográfia
Natasha Bedingfield angol énekesnő megjelent albumai, kislemezei.

## Albumok
| Év         | Borító | Cím | Helyezések | Helyezések | Helyezések | Helyezések | Helyezések | Helyezések | Helyezések | Helyezések | Helyezések | Eladások |
| Év         | Borító | Cím | UK         | U.S.A.     | GER        | SUI        | AUT        | SE         | AUS        | NZ         | MEX        | Eladások |
| ---------- | ------ | --- | ---------- | ---------- | ---------- | ---------- | ---------- | ---------- | ---------- | ---------- | ---------- | --- |
| 2004/ 2005 |        | Unwritten - Debütáló stúdióalbum - Megjelenés: 2004. szeptember 6. (Európa) 2005. augusztus 2. (Észak Amerika) - Formátumok: CD, digitális letöltés | 1          | 26         | 20         | 23         | 31         | 14         | 89         | 16         | 33         | Eladások világszerte: 2,3 millió Anglia: 3-szoros platinalemez (05/02/18) U.S.A.: Aranylemez (06/03/08) (06/12/09) |
| 2007       |        | N.B. - Második stúdióalbum - Megjelenés:2007. április 30. - Formátumok: CD                                                                          | 9          |            | 80         |            |            |            |            | 13         |            | Eladások: 200000 Anglia: Aranylemez                                                                                |
| 2008       |        | Pocket Full Of Sunshine - Debütáló stúdióalbum - Megjelenés: 2008. január 15. Amerika - Formátumok: CD, digitális letöltés                          |            |            |            |            |            |            |            |            |            | Eladások: |

## Kislemezek
| Év   | Kislemez                                                   | HU Editors Choice | HU Rádiós Top 40 | HU Kislemez | UK | U.S.A. | U.S.A. Dance/Club Play | U.S.A. Dance Airplay | U.S.A. Pop 100 | SE | SUI | IRL | NL | GER | AUS | CAN | Album                      |
| ---- | ---------------------------------------------------------- | ----------------- | ---------------- | ----------- | -- | ------ | ---------------------- | -------------------- | -------------- | -- | --- | --- | -- | --- | --- | --- | -------------------------- |
| 2004 | "Single"                                                   | -                 | -                | -           | 3  |        |                        |                      |                | 17 | -   | 7   | -  | -   | 78  |     | Unwritten                  |
| 2004 | "These Words"                                              | 4                 | 10               | -           | 1  |        |                        |                      |                | 5  | 8   | 1   | 4  | 2   | 5   |     | Unwritten                  |
| 2004 | "Unwritten"                                                | 15                | 17               | -           | 6  |        |                        |                      |                | 32 | 26  | 9   | 5  | 22  | 26  | 4   | Unwritten                  |
| 2004 | "Do They Know It's Christmas?" (jótékonysági kislemez)1    | 22                | -                | 6           | 1  |        |                        |                      |                | 2  | 7   | 1   | 2  | 7   | 9   | 1   | csak kislemezen jelent meg |
| 2005 | "I Bruise Easily"                                          | -                 | -                | -           | 12 |        |                        |                      |                | -  | 53  | 17  | 13 | 46  |     |     | Unwritten                  |
| 2005 | "These Words (I Love You, I Love You)" (U.S.a. megjelenés) |                   |                  |             |    | 17     | 35                     | 1                    | 9              |    |     |     |    |     |     | 15  | Unwritten                  |
| 2006 | "Unwritten" (U.S.A. megjelenés)                            |                   |                  |             |    | 5      | 1                      | 2                    | 1              |    |     |     |    |     |     |     | Unwritten                  |
| 2006 | "The One That Got Away"2                                   |                   |                  |             |    |        | 1                      | 4                    |                |    |     |     |    |     |     |     | Unwritten                  |
| 2006 | "Single" (U.S.A. megjelenés)                               |                   |                  |             |    | 57     |                        |                      | 38             |    |     |     |    |     |     |     | Unwritten                  |
| 2007 | "I Wanna Have Your Babies (dal)"                           |                   |                  |             |    |        |                        |                      |                |    |     |     |    |     |     |     | N.B.                       |
| 2007 | "Soulmate"                                                 |                   |                  |             |    |        |                        |                      |                |    |     |     |    |     |     |     | N.B.                       |
| 2007 | "Say It Again"                                             |                   |                  |             |    |        |                        |                      |                |    |     |     |    |     |     |     | N.B.                       |
| 2007 | "Love Like This" (feat. Sean Kingston)                     |                   |                  |             |    |        |                        |                      |                |    |     |     |    |     |     |     | Pocket Full Of Sunshine    |

- – nem került fel a listára.
- Az üres kockák azt jelentik, hogy nem jelent meg, vagy még nem jelent meg abban az országban.
- 1 jótékonysági kislemez más angol előadóval Band Aid 20 néven.
- 2 promóciós kislemezként jelent meg.Remixek: Wamdue & Valentin.

## B-"oldalak"
| Év   | Dal                                                         | A-"oldal"         |
| ---- | ----------------------------------------------------------- | ----------------- |
| 2004 | "The Scientist" (Radio 1 'Live Lounge' Felvétel)            | "Unwritten"       |
| 2005 | "Ain't Nobody" (Brit Awards fellépés Daniel Bedingfielddel) | "I Bruise Easily" |
| 2005 | "You Look Good On Me"                                       | "I Bruise Easily" |

## Zenei videók (videóklipek)
| Év   | Cím                           | Rendező(k)                  |
| ---- | ----------------------------- | --------------------------- |
| 2004 | "Single"                      | Jake Nava                   |
| 2004 | "These Words"                 | Scott Lyon és Sophie Muller |
| 2004 | "Unwritten"                   | Michael Gracey              |
| 2005 | "I Bruise Easily"             | Matthew Rolston             |
| 2005 | "These Words" (U.S.A. verzió) | Chris Milk                  |
| 2005 | "Unwritten" (U.S.A. verzió)   | Chris Applebaum             |
| 2006 | "Single"                      | Jake Nava                   |
| 2007 | "I Wanna Have Your Babies"    | Dave Meyers                 |

## DVD-k
| Év   | Borító | DVD |
| ---- | ------ | --- |
| 2006 |        | Live in New York City - Megjelenés: 2006. november 21. - A DVD-n: Élő koncertfelvétel, videóklipek és egy a "színfalak mögött" dokumentumfilm. |

## Egyéb dalok
2004-ben Natasha dalokat énekelt a Hillsong London albumán, a Shout God's Fame-en. A dalok ezek voltak:
- "Shout Your Fame" (Jonas Myrin/Gio Galanti/Natasha Bedingfield/Paul Nevison)
- "You Are My Rock" (Gio Galanti/Natasha Bedingfield)
- "Centre of My Life" (Jonas Myrin/Natasha Bedingfield)
- "I Will Go" (Jonas Myrin/Natasha Bedingfield)
- "Here I Am (Father's Love)" (Jonas Myrin/Natasha Bedingfield)

## Ki nem adott dalok
2004-ben Natasha elkezdte felvenni a dalokat debütáló albumára. Ezek a dalok azonban végül nem jelentek meg:
- "Guys Cannot Be Friend With Girls" (Natasha Bedingfield/Andrew Frampton/Steve Kipner/Wayne Wilkins)
- "Keeper" (Natasha Bedingfield/Gregory Kurstin) – A dalt később Cherie énekelte fel az albumára.
- "Betcha Never" (Natasha Bedingfield/Dave James/Alan Ross) – A dalt később Cherie énekelte fel az albumára.